# Ulubağ, Uzundere
Ulubağ là một xã thuộc huyện Uzundere, tỉnh Erzurum, Thổ Nhĩ Kỳ. Dân số thời điểm năm 2011 là 960 người.